# Giovanni Mingazzini
Giovanni Mingazzini, né le 15 février 1859 à Ancône, mort le 3 décembre 1929 à Rome est un neurologue, neuroanatomiste et neuropathologiste et psychiatre italien. Certains ont vu en lui le « fondateur de la neurologie italienne ».

## Biographie
Après ses études de médecine, il complète sa formation à l'Institut de physiologie de Rome, auprès de Jacob Moleschott (1822-1893). Il travaille ensuite brièvement sous la direction de l'anatomiste Francesco Todaro (1839-1912), puis va compléter sa formation en neuroanatomie auprès de Bernhard von Gudden (1824-1886) à Munich. Il est nommé professeur de psychiatrie et de neurologie à l'Université de Rome en 1895.
Mingazzini avait la réputation d'être un excellent orateur et donnait ses cours sans notes. Au moment de la prise du pouvoir par Mussolini, il refusa de prêter allégeance au fascisme et faillit être expulsé en Sardaigne.

## Œuvre scientifique
En neuroanatomie, il s'intéressa particulièrement au noyau lenticulaire et à ses connexions avec le gyrus frontal inférieur. Il remarqua qu'une lésion située immédiatement en avant du noyau lenticulaire gauche à l'endroit où les fibres issues de l'aire de Broca et celles en provenance de l'hémisphère cérébral droit se rejoignent était à l'origine d'une aphasie motrice. Cette zone fut plus tard baptisée « champ de Mingazzini » en son honneur.
On doit aussi à Giovanni Mingazzini la description d'une manœuvre utilisée dans l'examen clinique neurologique, testant globalement la force motrice des membres inférieurs, dans laquelle on demande au sujet examiné, allongé sur le dos de maintenir les deux membres inférieurs en position surélevée, les genoux en  équerre. Un déficit moteur unilatéral, même discret se manifestera par un abaissement du membre inférieur concerné.